# 达策罗特
达策罗特是德国莱茵兰-普法尔茨州的一个市镇。总面积8.00平方公里，总人口233人，其中男性99人，女性134人（2011年12月31日），人口密度29人/平方公里。